# Pseudothyrium polygonati
Pseudothyrium polygonati är en svampart som först beskrevs av Tassi, och fick sitt nu gällande namn av Franz von Höhnel 1927. Pseudothyrium polygonati ingår i släktet Pseudothyrium, divisionen sporsäcksvampar och riket svampar.   Inga underarter finns listade i Catalogue of Life.